# Ngày Quốc tế Yoga
Ngày Quốc tế Yoga là ngày được tổ chức vào ngày 21 tháng 6 thường niên, kể từ khi bắt đầu vào năm 2015. Ngày được Đại hội đồng Liên Hợp Quốc lập thành nhằm tôn vinh lợi ích của yoga đối với sức khỏe của con người, khuyến khích tập luyện yoga trên toàn thế giới nhằm phòng ngừa bệnh tật và giúp gắn kết cộng đồng.

## Lịch sử công nhận
Yoga là môn luyện tập thể chất, tinh thần và tâm linh, ra đời cách đây 5.000 năm ở Ấn Độ và hiện nay đã phổ biến khắp thế giới. Nhiều người đã từng đề xuất ý tưởng kỷ niệm Ngày Quốc tế Yoga, trong số đó có lời kêu gọi năm 2011 của Ravi Shankar – một Đạo sư (Guru) về Yoga, thiền đồng thời là một nhà hoạt động nhân đạo quốc tế quan trọng. Tiếp đó, Thủ tướng Ấn Độ Narendra Modi, một người có tâm huyết với việc luyện tập Yoga trong nhiều năm, trong năm 2014 đã thuyết phục Liên Hiệp quốc dành một ngày để trở về với môn học cổ xưa này. Ghi nhận lợi ích của môn thể thao này qua nhiều công trình nghiên cứu, ngày 11 tháng 12 năm 2014, Đại hội đồng Liên Hợp Quốc đã quyết định chọn ngày 21 tháng 6 (ngày hạ chí) hàng năm là Ngày Quốc tế Yoga.
Sau khi Liên Hợp Quốc thông qua Nghị quyết trên, Ravi Shankar đã ca ngợi những nỗ lực của Thủ tướng Narendra Modi khi tuyên bố rằng: Một triết thuyết, một tôn giáo hay một nền văn hóa rất khó sống sót nếu thiếu sự bảo trợ có tính Nhà nước. Giờ đây, sự thừa nhận chính thức của Liên Hợp Quốc sẽ tiếp sức quảng bá những lợi ích của yoga tới toàn thế giới.
Đề xuất của Liên Hợp Quốc hiện đã nhận được sự ủng hộ từ các nhà lãnh đạo 177 quốc gia trong số 193 quốc gia thành viên Liên Hợp Quốc. Giải thích lý do chọn ngày 21 tháng 6, tức là ngày Hạ chí, Thủ tướng Narendra Modi nói: Đó là ngày dài nhất trong năm ở Bắc Bán cầu và có ý nghĩa đặc biệt ở nhiều nơi trên thế giới. Hành giả yoga và nhà thần bí Sadhguru cũng nhận thấy tầm quan trọng của ngày này trong truyền thống yoga: Vào ngày Hạ chí, Adiyoga (hành giả yoga đầu tiên) đã quay về hướng Nam và đưa mắt nhìn các vị Saptarishi (Thất hiền) vốn là môn sinh đầu tiên của ngài mang yoga tới nhiều vùng miền trên thế giới.

## Kỷ niệm Ngày Quốc tế Yoga lần đầu tiên
Đã có nhiều triệu người trên khắp thế giới hưởng ứng Ngày Quốc tế Yoga lần đầu tiên, diễn ra vào ngày 21 tháng 6 năm 2015, thông qua các lễ kỷ niệm và các màn đồng diễn. Khắp nơi trên đất nước Ấn Độ, quê hương của yoga, hàng triệu người đã tham gia thực hành yoga, và khoảng 45 nghìn người ở thủ đô New Dehli nỗ lực phá vỡ kỉ lục thế giới về buổi học Yoga có nhiều người tham gia nhất. Hàng ngàn người tập trung ở Alexandra Palace ở London; Times Square ở New York; Bảo tàng Nghệ thuật hiện đại ở Sydney; khu vực ngoài trời ở Đại học Chulalongkorn, Bangkok, nhằm đồng diễn yoga
Ở Việt Nam, ca sĩ Hồ Ngọc Hà đã tự nhận mình là "Đại sứ Ngày quốc tế Yoga", và khi có email phản đối từ phía người dân, Tổng lãnh sự quán Ấn Độ tại Thành phố Hồ Chí Minh đã chính thức trả lời rằng tất cả mọi người, từ già đến trẻ đều là Đại sứ của Yoga. Yoga dành cho tất cả chứ không thuộc về riêng ai, nên họ không mời đích danh ai làm Đại sứ cả. Ngày hội diễn ra trên Sân vận động Quân khu 7 Thành phố Hồ Chí Minh, với sự hướng dẫn của các chuyên gia Ấn Độ và chia sẻ bí quyết giữ gìn sức khỏe cũng như sự tươi trẻ. Đã có khoảng 2000 người tham gia đồng diễn yoga.